# Johann Greifenfels von Pilsenburg
Johann Greifenfels von Pilsenburg (* um 1598 in Pilsen; † 8. März 1650 in Saar) war ein böhmischer Zisterzienser und Abt mehrerer Klöster.

## Leben
Johann Greifenfels, seit 1627 Edler von Pilsenburg, wurde in Pilsen geboren und wuchs im Schatten des Klosters Porta Coeli in Tischnowitz auf, wo sein Vater Wenzel als Sekretär angestellt war. 1618 trat er in das Kloster Königsaal bei Prag ein und wurde 1623 Priester. 1626 wurde er Abt im Tochterkloster Sedletz, 1628 im verwüsteten Kloster Velehrad in Mähren, das er in den folgenden Jahrzehnten in barockem Stil wiederaufbaute und zu neuem Glanz brachte. Er löste verpfändete Güter aus, kaufte neue dazu und verwaltete sie sparsam. 1630 begann der Aufbau der Prälatur, der Konventgebäude, des Kapitelsaals und des Refektoriums.
1633/34 mit Zustimmung König Ferdinands II. zusätzlich zum Abt des Klosters Königsaal gewählt, wurde er 1634 zum Generalvisitator der böhmischen Ordensprovinz bestellt und war damit kraft dieses Amtes auch für das verwaiste Kloster Osek zuständig. Das größte Verdienst für den Orden erwarb sich Greifenfels durch den Erwerb des seit den Hussitenkriegen verwüsteten Klosters Saar in Mähren und seine Wiederherstellung 1638, so dass er als zweiter Gründer des Klosters gelten kann. Mehrfach wurden die von ihm geleiteten Klöster (Velehrad, Königsaal, Osek und Saar) im Zuge des Dreißigjährigen Krieges von durchziehenden kaiserlichen und schwedischen Truppen geplündert und verwüstet, so dass er seine Aufbauarbeit nur unter größten Mühen und enormer finanzieller Belastung durchführen konnte. 
Er starb am 8. März 1650 in Saar und wurde in der Konventkirche bestattet. Die Chronisten rühmen vor allem seine edlen Tugenden und seinen Eifer für das Gute.